# Dopaminreceptorer
Dopaminreceptorer er en klasse af G-proteinkoblede receptorer, der er fremtrædende i centralnervesystemet (CNS) blandt hvirveldyr. Dopaminreceptorer fungerer ikke kun gennem G-proteinkobling, men signalerer også gennem andre proteininteraktioner (dopaminreceptor-interagerende proteiner).  Neurotransmitteren dopamin er den primære endogene ligand for dopaminreceptorer.
Dopaminreceptorer er implicerede i mange neurologiske processer, herunder motivation, fornøjelse, kognition, hukommelse, læring og finmotorisk kontrol samt modulering af neuroendokrin signalering. Abnorm dopaminreceptorsignalering og dopaminerg nervefunktion er medvirkende i patogenesen af flere neuropsykiatriske lidelser.  Lægemidler der virker gennem dopaminreceptoren er bl.a. antipsykotika, der ofte er dopaminreceptorantagonister, og psykoaktive stoffer, der typisk er indirekte agonister af receptoren.